# Helena Lewczynska
Helena Lewczynska (* 13. Februar 1992 in Welwyn Garden City) ist eine englische Badmintonspielerin. 

## Karriere
Helena Lewczynska gewann bei der Badminton-Junioreneuropameisterschaft 2011 Silber im Mixed mit Matthew Nottingham, wofür sich beide mit dem Titelgewinn bei den nationalen Meisterschaften qualifiziert hatten. Im gleichen Jahr gewannen sie auch den BE Junior Circuit. Bei den Portugal International 2012 wurde Lewczynska Zweite im Damendoppel, bei den Polish Open 2012 und den Irish Open 2012 Dritte. 2013 startete sie in der Qualifikation zu den All England.